# Saison 2002-2003 de la Celtic League
Navigation
Celtic League 2001 Celtic League 2003-2004
La saison 2002-2003 de la Celtic League est la seconde édition de la compétition. Elle regroupe seize équipes réparties en deux poules. Cette saison, les Écossais des The Borders rejoignent le championnat. La compétition est remportée par le Munster.

## Les équipes
| Franchises irlandaises - Connacht - Leinster - Munster - Ulster | Franchises écossaises - The Borders - Édimbourg Rugby - Glasgow Rugby | Franchises galloises - Bridgend RFC - Caerphilly RFC - Cardiff RFC - Ebbw Vale RFC - Llanelli RFC - Neath RFC - Newport RFC - Pontypridd RFC - Swansea RFC |

## Phase de qualification

### Poule A
| Rang | Équipe          | J | V | N | D | Bo | Bd | Pm  | Pe  | Diff | Pts |
| ---- | --------------- | - | - | - | - | -- | -- | --- | --- | ---- | --- |
| 1    | Munster         | 7 | 6 | 0 | 1 | 4  | 0  | 227 | 129 | +98  | 28  |
| 2    | Édimbourg Rugby | 7 | 6 | 0 | 1 | 2  | 1  | 231 | 145 | +86  | 27  |
| 3    | Ulster          | 7 | 5 | 0 | 2 | 1  | 1  | 173 | 111 | +62  | 22  |
| 4    | Neath RFC       | 7 | 4 | 0 | 3 | 1  | 1  | 153 | 121 | +32  | 18  |
| 5    | Llanelli RFC    | 7 | 3 | 0 | 4 | 3  | 2  | 191 | 168 | +23  | 17  |
| 6    | Swansea RFC     | 7 | 3 | 0 | 4 | 3  | 1  | 177 | 212 | -35  | 16  |
| 7    | Ebbw Vale RFC   | 7 | 1 | 0 | 6 | 1  | 0  | 140 | 226 | -86  | 5   |
| 8    | Caerphilly RFC  | 7 | 0 | 0 | 7 | 2  | 1  | 144 | 324 | -180 | 3   |

### Poule B
| Rang | Équipe         | J | V | N | D | Bo | Bd | Pm  | Pe  | Diff | Pts |
| ---- | -------------- | - | - | - | - | -- | -- | --- | --- | ---- | --- |
| 1    | Pontypridd RFC | 7 | 6 | 0 | 1 | 2  | 0  | 182 | 120 | +62  | 26  |
| 2    | Glasgow Rugby  | 7 | 5 | 0 | 2 | 2  | 1  | 216 | 166 | +50  | 23  |
| 3    | Cardiff RFC    | 7 | 4 | 0 | 3 | 2  | 2  | 178 | 151 | +27  | 20  |
| 4    | Connacht       | 7 | 5 | 0 | 2 | 0  | 0  | 126 | 176 | -50  | 20  |
| 5    | Leinster (T)   | 7 | 3 | 0 | 4 | 3  | 3  | 191 | 154 | +37  | 18  |
| 6    | The Borders    | 7 | 2 | 0 | 5 | 1  | 3  | 142 | 169 | -27  | 12  |
| 7    | Bridgend RFC   | 7 | 2 | 0 | 5 | 1  | 1  | 127 | 187 | -60  | 10  |
| 8    | Newport RFC    | 7 | 1 | 0 | 6 | 0  | 4  | 121 | 160 | -39  | 8   |

|  | Qualifiés pour la phase finale (no 1, no 2, no 3, no 4). |
|  | T : Tenant du titre 2001                                 |

Attribution des points : victoire : 4, match nul : 2, défaite : 0 ; plus les bonus (offensif : 4 essais marqués ; défensif : défaite par 7 points d'écart maximum).

## Phase finale

### Tableau
|  | Quarts de finale                           | Quarts de finale                           |           |    | Demi-finales                      | Demi-finales                      |  |  | Finale                                          | Finale                                          |
|  | Quarts de finale                           | Quarts de finale                           |           |    | Demi-finales                      | Demi-finales                      |  |  | Finale                                          | Finale                                          |
|  |                                            |                                            |           |    |                                   |                                   |  |  |                                                 |                                                 |
|  | 29 novembre 2002 à Sardis Road, Pontypridd | 29 novembre 2002 à Sardis Road, Pontypridd |           |    | 4 janvier 2003 à The Gnoll, Neath | 4 janvier 2003 à The Gnoll, Neath |  |  | 1er février 2003 au Millennium Stadium, Cardiff | 1er février 2003 au Millennium Stadium, Cardiff |
|  | 29 novembre 2002 à Sardis Road, Pontypridd | 29 novembre 2002 à Sardis Road, Pontypridd |           |    | 4 janvier 2003 à The Gnoll, Neath | 4 janvier 2003 à The Gnoll, Neath |  |  | 1er février 2003 au Millennium Stadium, Cardiff | 1er février 2003 au Millennium Stadium, Cardiff |
|  | Pontypridd RFC                             | 12                                         |           |    | 4 janvier 2003 à The Gnoll, Neath | 4 janvier 2003 à The Gnoll, Neath |  |  | 1er février 2003 au Millennium Stadium, Cardiff | 1er février 2003 au Millennium Stadium, Cardiff |
|  | Pontypridd RFC                             | 12                                         |           |    | 4 janvier 2003 à The Gnoll, Neath | 4 janvier 2003 à The Gnoll, Neath |  |  | 1er février 2003 au Millennium Stadium, Cardiff | 1er février 2003 au Millennium Stadium, Cardiff |
|  | Neath RFC                                  | 13                                         |           |    | 4 janvier 2003 à The Gnoll, Neath | 4 janvier 2003 à The Gnoll, Neath |  |  | 1er février 2003 au Millennium Stadium, Cardiff | 1er février 2003 au Millennium Stadium, Cardiff |
|  | Neath RFC                                  | 13                                         | Neath RFC | 32 |                                   |                                   |  |  | 1er février 2003 au Millennium Stadium, Cardiff | 1er février 2003 au Millennium Stadium, Cardiff |
|  | 30 novembre 2002 à Meadowbank, Édimbourg   |                                            | Neath RFC | 32 |                                   |                                   |  |  | 1er février 2003 au Millennium Stadium, Cardiff | 1er février 2003 au Millennium Stadium, Cardiff |
|  |                                            | Cardiff RFC                                | 10        |    |                                   |                                   |  |  | 1er février 2003 au Millennium Stadium, Cardiff | 1er février 2003 au Millennium Stadium, Cardiff |
|  | Édimbourg Rugby                            | Cardiff RFC                                | 10        | 22 |                                   |                                   |  |  | 1er février 2003 au Millennium Stadium, Cardiff | 1er février 2003 au Millennium Stadium, Cardiff |
|  | Édimbourg Rugby                            |                                            |           | 22 |                                   |                                   |  |  | 1er février 2003 au Millennium Stadium, Cardiff | 1er février 2003 au Millennium Stadium, Cardiff |
|  | Cardiff RFC                                | 26                                         |           |    |                                   |                                   |  |  | 1er février 2003 au Millennium Stadium, Cardiff | 1er février 2003 au Millennium Stadium, Cardiff |
|  | Cardiff RFC                                | 26                                         | Neath RFC | 17 |                                   |                                   |  |  |                                                 |                                                 |
|  | 29 novembre 2002 à Musgrave Park, Cork     |                                            | Neath RFC | 17 |                                   |                                   |  |  |                                                 |                                                 |
|  |                                            | Munster                                    | 37        |    |                                   |                                   |  |  |                                                 |                                                 |
|  | Munster                                    | Munster                                    | 37        | 33 |                                   |                                   |  |  |                                                 |                                                 |
|  | Munster                                    | 3 janvier 2003 à Thomond Park, Limerick    |           | 33 |                                   |                                   |  |  |                                                 |                                                 |
|  | Connacht                                   | 3                                          |           |    |                                   |                                   |  |  |                                                 |                                                 |
|  | Connacht                                   | 3                                          | Munster   | 42 |                                   |                                   |  |  |                                                 |                                                 |
|  | 30 novembre 2002 à Hughenden, Glasgow      |                                            | Munster   | 42 |                                   |                                   |  |  |                                                 |                                                 |
|  |                                            | Ulster                                     | 10        |    |                                   |                                   |  |  |                                                 |                                                 |
|  | Glasgow Rugby                              | Ulster                                     | 10        | 17 |                                   |                                   |  |  |                                                 |                                                 |
|  | Glasgow Rugby                              |                                            |           | 17 |                                   |                                   |  |  |                                                 |                                                 |
|  | Ulster                                     | 20                                         |           |    |                                   |                                   |  |  |                                                 |                                                 |
|  | Ulster                                     | 20                                         |           |    |                                   |                                   |  |  |                                                 |                                                 |

### Quarts de finale
| 29 novembre 2002 | Pontypridd RFC | 12 – 13 | Neath RFC | Sardis Road, Pontypridd 6 000 spectateurs |
| 29 novembre 2002 |                |         |           | Sardis Road, Pontypridd 6 000 spectateurs |
| 29 novembre 2002 |                |         |           | Sardis Road, Pontypridd 6 000 spectateurs |

| 29 novembre 2002 | Munster | 33 – 3 | Connacht | Musgrave Park, Cork 8 000 spectateurs |
| 29 novembre 2002 |         |        |          | Musgrave Park, Cork 8 000 spectateurs |
| 29 novembre 2002 |         |        |          | Musgrave Park, Cork 8 000 spectateurs |

| 30 novembre 2002 | Glasgow Rugby | 17 – 20 | Ulster | Hughenden, Glasgow 5 346 spectateurs |
| 30 novembre 2002 |               |         |        | Hughenden, Glasgow 5 346 spectateurs |
| 30 novembre 2002 |               |         |        | Hughenden, Glasgow 5 346 spectateurs |

| 30 novembre 2002 | Édimbourg Rugby | 22 – 26 | Cardiff RFC | Stade Meadowbank, Édimbourg 3 918 spectateurs |
| 30 novembre 2002 |                 |         |             | Stade Meadowbank, Édimbourg 3 918 spectateurs |
| 30 novembre 2002 |                 |         |             | Stade Meadowbank, Édimbourg 3 918 spectateurs |

### Demi-finales
| 3 janvier 2003 | Munster | 42 – 10 | Ulster | Thomond Park, Limerick 12 000 spectateurs |
| 3 janvier 2003 |         |         |        | Thomond Park, Limerick 12 000 spectateurs |
| 3 janvier 2003 |         |         |        | Thomond Park, Limerick 12 000 spectateurs |

| 4 janvier 2003 | Neath RFC | 32 – 10 | Cardiff RFC | The Gnoll, Neath 6 471 spectateurs |
| 4 janvier 2003 |           |         |             | The Gnoll, Neath 6 471 spectateurs |
| 4 janvier 2003 |           |         |             | The Gnoll, Neath 6 471 spectateurs |

### Finale
| 1er février 2003 | Neath RFC | 17 – 37 | Munster | Millennium Stadium, Cardiff 30 076 spectateurs |
| 1er février 2003 |           |         |         | Millennium Stadium, Cardiff 30 076 spectateurs |
| 1er février 2003 |           |         |         | Millennium Stadium, Cardiff 30 076 spectateurs |